# Quebrada de Soga
La Quebrada de Soga es un curso natural de agua intermitente ubicado en la Región de Tarapacá, en el norte Chile. Se origina en las faldas del cerro Misane y fluye en dirección oeste, al sur de la quebrada de Tana, hasta desaparecer en el llano central o en la pampa del Tamarugal.

## Trayecto
Nace en la ladera del suroeste del cerro Misane y se dirige hacia el suroeste con buena agua hasta desaparecer en la pampa. En sus orillas crecen chilcas, breas y algunos molles.: 849 
No está claro si pertenece a los afluentes de la pampa del Tamarugal o se le debe considerar como un afluente de la quebrada de Tana, pues sus aguas, cuando fluyen, se sumen muy lejos aún de ambos sitios. La Corporación Nacional Forestal, encargada de administrar la reserva nacional Pampa del Tamarugal, no la nombra como afluente de la pampa del Tamarugal.: 32 

## Caudal y régimen
Recibe aguas de las vertientes de Pachica: 613  y de Ladera.: 455 

## Historia
Jorge Boonen la describe en su obra Ensayo sobre la geografía militar de Chile (1902) como:: 141 
nace en los estribos occidentales de los Andes y después de recorrer una extensión de alrededor de 15 leguas sus flancos se deprimen hasta extinguirse por completo en la pampa del Tamarugal.
En Soga solo hay agua corriente cuando las avenidas son abundantes. Los sembríos que hay allí se riegan con las vertientes de Auquigua, Pugro, Soga, Ladera, Chulpane, Chapane, Aija, Calumaña, Pachica, Casjate e Higuerane. Muy arriba de la quebrada y a una elevación de más de 3000 mts. sobre el nivel del mar se halla el pobre pueblo indígena de Soga.
Luis Risopatrón la describe como:: 849 
Soga (Quebrada de) 19° 30' 69° 24' Nace en las faldas SW del cerro Misane, corre hacia el SW con buena agua i desaparece en la pampa del Tamarugal, donde es seca; ofrece chucas, breas i algunos molles, pacen borricos en ella i contiene el caserío i los cultivos de aquel nombre i el sembrío de Pachica. 2, 8, p. 245; 62, ii, p. 386; 77, p. 93; 94, p. 103; 96, p. 46; 149, i, p. 141; i 156; de Soga o Liara en 96, p. 61; i de Liara en 140, pl. XLVII de Paz Soldán (1865).
Risopatrón también tiene en su diccionario las entradas:
Ladera (Vertiente de) 19° 30'? 69° 24'?. Se encuentra en la quebrada de Soga, en las tierras de aquel nombre, que se riegan cuando hai avenidas. 2, 7, p. 219; 77, p. 50; 95, p. 46; i 149, i, p. 141.
Pachica (Vertiente de) 19° 30'? 69° 23'? Con sus aguas se riegan los pocos sembríos que hai en la quebrada de Soga, a unos 4 kilómetros al SW del caserío de este nombre. 95, p. 46; 77, p. 64; i 149, i, p. 141; i tierras en 2, 7, p. 219.